# The Trade Desk
The Trade Desk ist ein US-amerikanisches IT-Unternehmen mit Sitz in Ventura, Kalifornien. Das Unternehmen bietet Produkte und Dienstleistungen an, um Werbeanzeigen in Echtzeit automatisiert zu personalisieren. Das Unternehmen konkurriert im Werbemarkt mit Google’s DoubleClick oder Facebook Ads.